# Strada statale 571 Helvia Recina
La strada statale 571 Helvia Recina (SS 571), già strada provinciale 571 Helvia Recina (SP 571), comunemente detta Strada Regina o Via Regina, è una strada statale italiana che collega la zona vicino a Macerata con il litorale adriatico della Riviera del Conero.

## Percorso
La strada ha inizio distaccandosi da un tratto facente parte del vecchio itinerario della strada statale 77 della Val di Chienti prima della sua revisione nel 2001, nella località di Fontenoce all'interno comune di Recanati. La strada rappresenta proprio il collegamento più veloce al litorale, ovviando all'attraversamento dello stesso centro abitato di Recanati. Segue difatti il percorso del fiume Potenza, passando non molto distante da Potenza Picena e terminando innestandosi sulla strada statale 16 Adriatica nei pressi di Lido Santa Maria in Potenza, nel comune di Porto Recanati.
In seguito al decreto legislativo n. 112 del 1998, dal 2001, la gestione è passata dall'ANAS alla Regione Marche: in realtà su sollecitazione di quest'ultima, la strada è passata di proprietà alla Provincia di Macerata.
Nel 2018 la strada è tornata di competenza ANAS per tutta la lunghezza del percorso, nell'ambito del piano di "Rientro strade"